# Aenigmatias dorni
Aenigmatias dorni är en tvåvingeart som först beskrevs av Günther Enderlein 1908.  Aenigmatias dorni ingår i släktet Aenigmatias och familjen puckelflugor. Inga underarter finns listade i Catalogue of Life.